# Widmann-Sedlnitzky

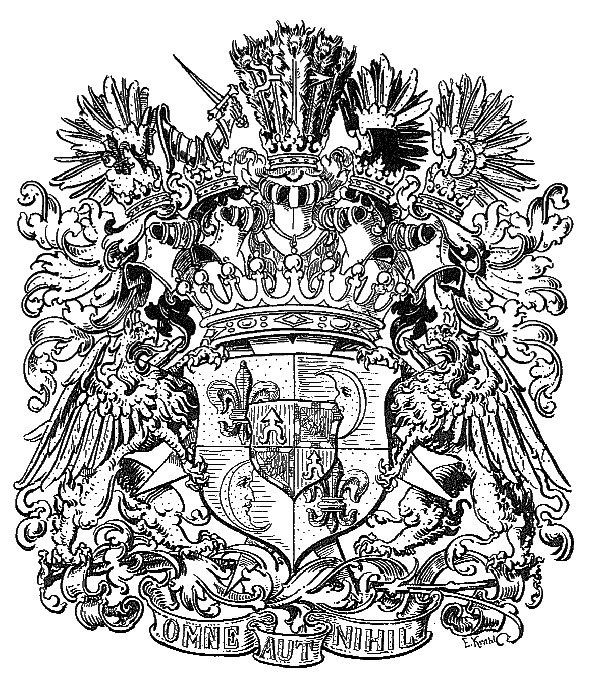
Vereinigungswappen der Grafen von Widmann-Sedlnitzky von 1871

Widmann-Sedlnitzky ist ein ursprünglich aus Pfalz-Neuburg stammendes Adelsgeschlecht das später in Böhmen, Mähren und Österreichisch-Schlesien ansässig wurde und zu Besitz gelangte. Aufgrund ihrer erblichen Mitgliedschaft im Herrenhaus wird die Familie zum österreichischen Hochadel gezählt.  

## Geschichte
Die Stammreihe beginnt mit Johann Widmann aus Höchstädt an der Donau, der angeblich bereits 1593 vom Pfalzgrafen eine Adelsbestätigung erhalten haben soll. Dessen Sohn Georg Widmann (* 6. Dezember 1601 in Steinheim an der Donau) kämpfte im Dreißigjährigen Krieg in Bayerischen und kaiserlichen Diensten und ließ sich in der freien Reichsstadt Eger im Nordgau nieder. Dessen Sohn Johann Michael (von) Widmann († 20. Oktober 1719 in Eger) war kaiserlicher Post-Zahlmeister in Eger und wurde 1707 von Kaiser Karl VI. in den ungarischen Ritterstand erhoben und 1712 in den alten böhmischen Ritterstand aufgenommen. Von seinen Söhnen war Johann Anton (* 29. Oktober 1675 in Eger; † 5. Mai 1739 in Wien) kaiserlicher Appellationsrat auf der Ritterbank in Prag, ein anderer Dechant. Dieser Johann Anton von Widmann, Kais. Hofrat und in diplomatischen Diensten, wurde 1730 in den Freiherrenstand erhoben mit dem Wappen der venezianischen Widmann, obwohl die Verwandtschaft unsicher ist. Sein Enkel Vinzenz Freiherr von Widmann († 1807), Herr auf Platsch und Wiese in Mähren, war Kais. Kämmerer und Landrat in Brünn. Dessen ältester Sohn Adalbert erbte Platsch und war Kais. Kämmerer.
Der zweite Sohn Anton Freiherr von Widmann (* 13. Oktober 1805; † 10. September 1866) erbte die Herrschaft Wiese, diente im Heer, war k. u. k. Kämmerer sowie Gutsbesitzer und heiratete am 15. Mai 1834 Gräfin Leopoldine Sedlnitzky von Choltitz (* 13. November 1812), Linie Odrowons-Sedlnitzky, Sternkreuzdame (1843) und einziges Kind des Maria Anton Wenzel Franz Bernhard Ferdinand Reichsgrafen Sedlnitzky, Freiherr von Choltitz (* 4. Dezember 1776; † 9. März 1850), Herr auf Geppersdorf und Nassiedl, k. u. k. Kämmerer, Geheimer Rat, Appellationsgerichtspräsident zu Brünn, und der Maria Anna Josepha Elisabeth Reichsgräfin von Wilczek (* 6. Dezember 1781; † 12. März 1850). Leopoldine brachte die schlesischen Güter Lodwitz und Stremplowitz als Mitgift in die Ehe, aus der Sohn Victor hervorging.
Victor Freiherr von Widmann-Sedlnitzky (* 8. September 1836; † 25. Januar 1886) war verheiratet mit Anna Lazar von Lazareff (1837–1900) und trat 1854 als Leutnant in die Armee ein. Am 29. Oktober 1868 wurde er als Delegierter Mährens Mitglied des Herrenhauses. Im Kabinett Potocki wurde der Großgrundbesitzer am 5. Mai 1870 zum Minister für Landesverteidigung ernannt. Er verlor dieses Amt jedoch durch ein kaiserliches Handschreiben bereits wieder nach zwei Monaten. Es war an die Öffentlichkeit gekommen, dass er als 1857 als Oberleutnant bei den Liechtenstein-Ulanen einen Prozess um eine tätliche Auseinandersetzung gegen einen Zuckerbäcker verloren hatte. Im Februar 1868 beantragte der Freiherr seine Erhebung in den Grafenstand und die Bewilligung, den Namen „Sedlnitzky“ dem seinen anfügen zu dürfen (die Familie Sedlnitzky führte den Reichsgrafentitel seit dem 25. Juli 1695). Innenminister Graf Taaffe empfahl daraufhin dem Herrscher den Vollzug dieses Aktes.
Der k. u. k. Kämmerer und Gutsbesitzer Victor Freiherrn von Widmann erhielt am 9. Dezember 1870 (Diplom vom 5. März 1871), damit noch zu Lebzeiten seines mütterlichen Großonkels Leopold Graf Sedlnitzky von Choltitz, königlich preußischer Geheimrat und Letzter im Mannesstamm seiner Familie, durch Allerhöchste Entschließung Kaiser Franz Josefs I. die Erlaubnis, Grafenstand, Name und Wappen der Grafen Sedlnitzky von Choltitz auf sich zu übertragen. Er hieß nun Victor Graf Widmann-Sedlnitzky, Graf und Herr von Choltitz, Freiherr von Widmann. Am 27. September 1874 wurde er als erbliches Mitglied in das österreichische Herrenhaus aufgenommen.

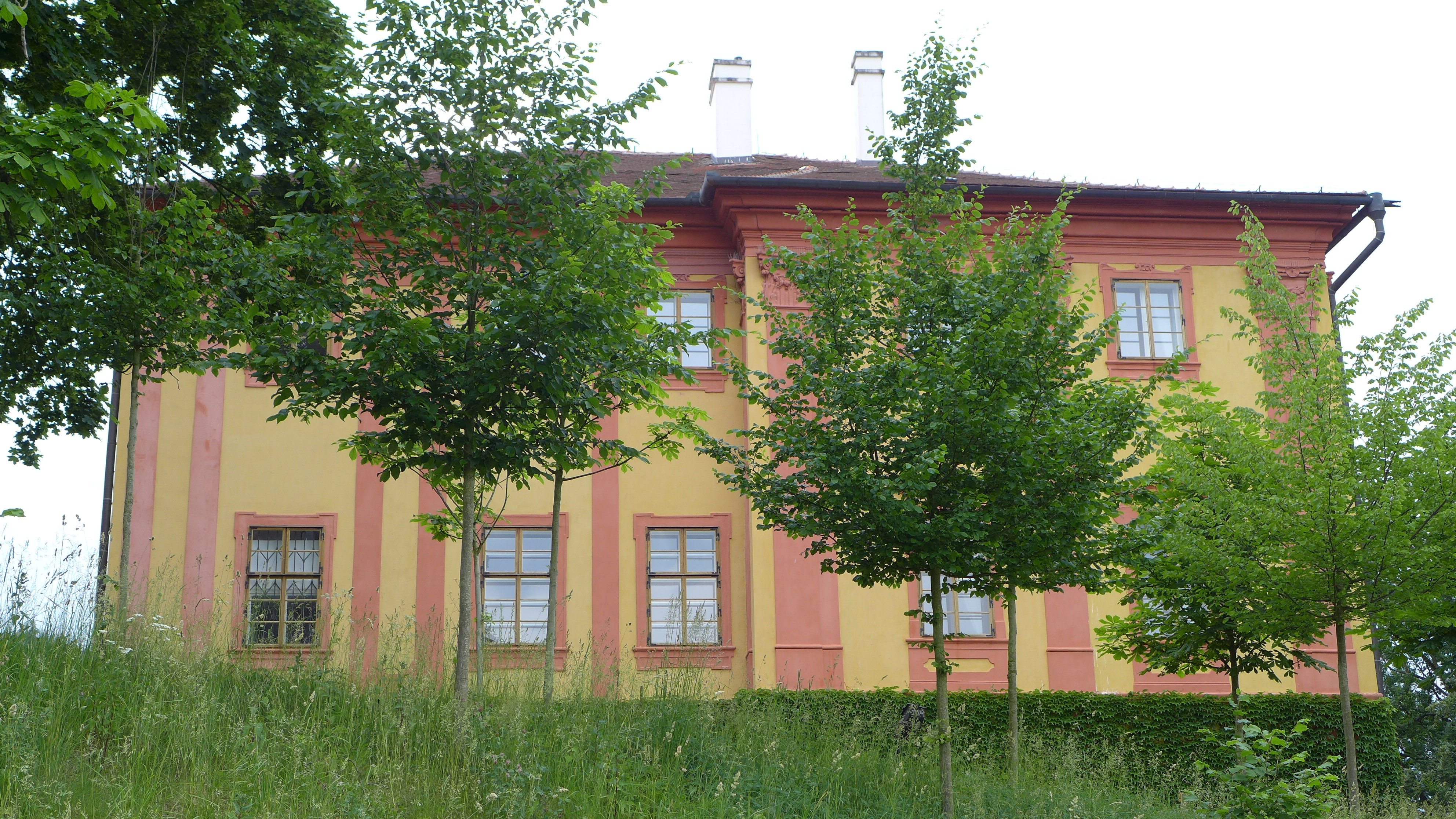
Schloss Luka nad Jihlavou

Anton Viktor Leopold Graf von Widmann-Sedlnitzky (* 1. Juni 1865 in Dyhernfurth; † 11. Februar 1949 in Graz), Sohn des obigen, erbliches Mitglied des Herrenhauses, war k.u.k. Kämmerer und Wirklicher Geheimer Rat. Er vermählte sich am 25. Juli 1892 mit Gabriele Dentice aus dem Hause Principe de Frasso, starb 1949 und ist auf dem St.-Leonhard-Friedhof in Graz beigesetzt.
Als eines von 64 gräflichen Geschlechtern hatte die Familie Widmann-Sedlnitzky einen erblichen Sitz im Herrenhaus, dem Oberhaus des österreichischen Reichsrates. Im Besitz der Familie war das barocke Schloss in Luka nad Jihlavou (dt.: Wiese an der Igel). 1948 wurde die Familie enteignet und vertrieben, der Besitz wurde verstreut.

## Wappen

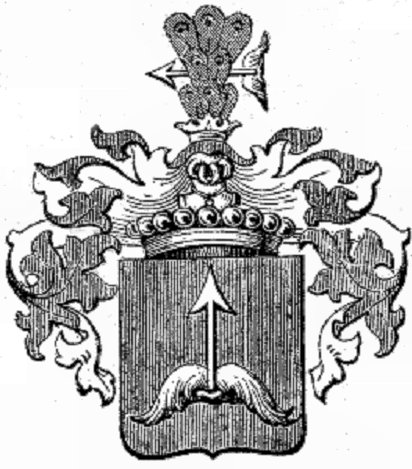
Wappen der Grafen Sedlnitzky 1695

- Sedlnitzky 1695: In rotem Schilde ein silberner abgerissener Obermund mit unten von beiden Seiten herabhängendem großen Knebelbarte. In der Mitte steckt ein über sich gekehrte Pfeilspitze (familie Odrowons). Nach neueren Angaben in Rot ein silbernes Wurfeisen bzw. silberner mit unten anhängendem Knebelbarte. Auf der Grafenkrone erhebt sich ein gekrönter Helm, welcher einen Pfauenwedel von acht Federn in drei Reihen (3 2 3) trägt. Durch die mittlere Reihe ist das Wappenbild des Schirmes quer so gesteckt, dass die Pfeilspitze nach rechts gewendet ist. erhebt sich ein von der Wappenfigur quer durchbohrte Pfauenwedel, durch welchen ein silbernes Wurfeisen mit dem Barte quergestellt ist. Die Helmdecken silbern und rot. Wappenspruch: „Qui durat vincit.“

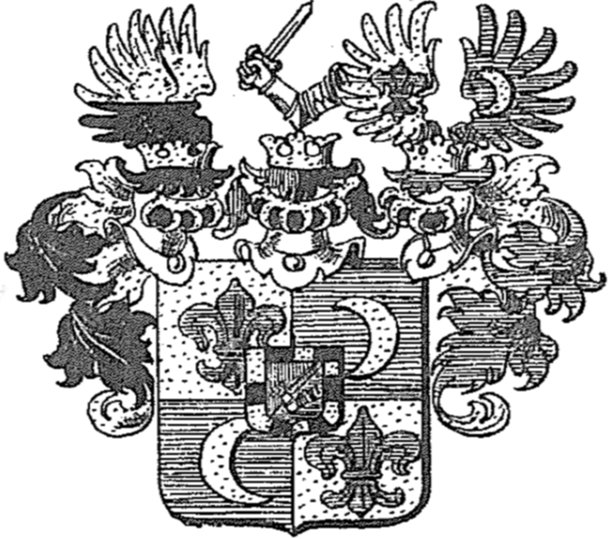
Wappen der Freiherren von Widmann 1730

- Widmann 1730: Schild geviertet mit Herzschild, letzteres schwarz und Gold bordiert, worin ein gepanzerter gebogener Arm mit Schwert, dann schräg links von Rot und Blau geteilte Mittelschild, Feld 1und 4 in Gold eine blaue Lilie, 2 und 3 in Blau ein goldener Halbmond mit Gesicht. Drei gekrönte Helme, darauf links ein Flug in Gold und Schwarz, rechts zwei sich zugewandte Fluge, davon der linke in Gold mit blauer Lilie, der rechte in Blau mit goldenem Halbmond in der Mitte die Abbildung des Herzschildes. Die Helmdecken sind links gold und schwarz, rechts gold und blau.